# Wola Dubowska
Wola Dubowska – wieś sołecka w Polsce położona w województwie lubelskim, w powiecie bialskim, w gminie Łomazy.
W latach 1975–1998 miejscowość administracyjnie należała do województwa bialskopodlaskiego.
Według spisu powszechnego z roku 1921 miejscowość Dubowska Wola w gminie Lubenka II posiadała 40 domów i 287 mieszkańców. 
Wieś jest sołectwem w gminie Łomazy. Według Narodowego Spisu Powszechnego z roku 2011 wieś liczyła 107 mieszkańców i była czternastą co do wielkości miejscowością 107 gminy Łomazy.